# گروه موسیقی وارنر
گروه وارنر میوزیک (به انگلیسی: Warner Music Group) شرکت رسانه‌های گروهی آمریکایی است، که به‌عنوان بزرگ‌ترین استودیوی ضبط موسیقی ایالات متحده و سومین شرکت بزرگ در صنعت موسیقی جهان، شناخته می‌شود.
شرکت گروه وارنر میوزیک در سال ۱۹۵۸ توسط کمپانی برادران وارنر راه‌اندازی شد و در حال حاضر مالک شمار زیادی از استودیوها و برندهای ضبط و پخش موسیقی می‌باشد، که برای نمونه می‌توان به پارلفون، وارنر برادرز ریکوردز و آتلانتیک ریکوردز اشاره نمود.
دفتر مرکزی این شرکت در شهر نیویورک، ایالات متحده آمریکا قرار دارد و بخشی از سهام آن تا سال ۲۰۱۱ در بازار بورس نیویورک معامله می‌شد، که در این سال توسط شرکت اکسس اینداستریز از تایم وارنر (بزرگ‌ترین شرکت رسانه‌ای جهان) خریداری شد. شرکت وارنر میوزیک هم‌اکنون دارای عملیات در ۵۰ کشور جهان می‌باشد.